# پل فیسی
پل فیسی (انگلیسی: Paul Feasey; ۴ مهٔ ۱۹۳۳ – ژانویه ۲۰۱۲ (aged 78)) بازیکن فوتبال اهل بریتانیا بود.
از باشگاه‌هایی که در آن بازی کرده‌است می‌توان به باشگاه فوتبال هال سیتی اشاره کرد.